# Kaysha

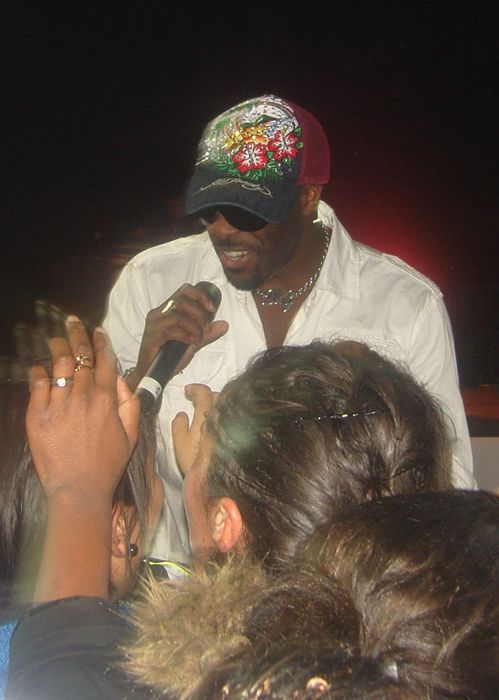
Kaysha

Kaysha (* 22. Januar 1974 in Kinshasa; eigentlich Edward Mokolo Jr.) ist ein französischer Rapper, Sänger und Produzent.

## Biografie
Kaysha wurde in der Demokratischen Republik Kongo geboren und zog im Alter von sieben Jahren nach Frankreich. Kaysha wurde bekannt durch das Lied „Bounce Baby“, das ein Sample der westindischen Band Kassav namens Oulé nutzt und genauso wie „Telephone“ auf seinem Album I'm Ready veröffentlicht wurde.
Im darauf folgenden Album, Worldwidechico, arbeitete er u. a. mit Wu-Tang Clans Killah Priest zusammen. Sein Song „On dit quoi“, aus seinem dritten Album It’s All Love, war ein großer Hit in Afrika und zeitgleich die erste Veröffentlichung, die auf seinem eigenen Label Sushiraw erschien.
Kaysha ist des Weiteren ein erfolgreicher Musikproduzent. So produzierte er unter anderem Lieder für die bekanntesten Künstler der afrokaribischen Szene, wie z. B. Passi, Solaar, Jacob Desvarieux, Soumia, Elizio, Ludo und andere.
Den Zustrom an Fans bekam Kaysha vor allem dadurch, dass er buchstäblich Tausende von Shows in Afrika, den Westindischen Inseln und überall in der Welt veranstaltete.
Er ist des Öfteren auf CNN in deren Format Inside Africa zu sehen.

## Auszeichnungen
- 2000: Kora All African Music Award in der Kategorie Aufsteigender Künstler[1]
- 2004: Kora All African Music Award in der Kategorie Europäisch-Karibische Diaspora[2]
- 2005: Kora All African Music Award in der Kategorie Europäisch-Karibische Diaspora[3]

## Diskografie
- 1998: Bounce Baby
- 1999: Black Sea of Love
- 2000: Worldwidechico
- 2003: It Is All Love
- 2004: African Bohemian
- 2006: Legendary

### Ko-Auftritte
- 1996: X-Taz
- 1997: Solo von Jean Michel Rotin
- 2003: JDX von Jocelin Demoumeaux
- 2004: Dis l'heure de zouk
- 2004: Kimberlite Zouk Love
- 2005: Grand Maquis

### Als Produzent
- 2001: CaribbeanSoul
- 2002: Still in Love – Album von Soumia
- 2003: C nou mem – Album von Abégé
- 2003: Original di cabo verde – Album von Elizio
- 2004: Hot Caribbean Miziks
- 2004: Métisse – Album von Teeyah
- 2004: SR.Dancehall2K4